# 第三極洋丸
第三極洋丸（だいさんきょくようまる、Kyokuyo Maru No.3）は、日本の極洋捕鯨（後の極洋）および日本共同捕鯨の捕鯨船（捕鯨母船）。イギリス船籍の捕鯨母船として建造され、船団ごと購入されて運航された。

## バリーナ
元々は、イギリスのユナイテッド・ホエーラーズ（United Whalers）社の捕鯨母船バリーナ（Balaena、クジラのラテン語名）として、1946年にベルファストのハーランド・アンド・ウルフで竣工し、1946年から1947年の南氷洋捕鯨から投入された。船籍はイギリスで登録港も北アイルランドのベルファストだったが、実際の船主はトンスベルグ（ノルウェー）のニルス・ブッゲとハラルド・クローグ・ハンセンで、444人の乗組員は数人のイギリス人を除いて、ほとんどがノルウェー人だった。
船体は側面が張り出しており、船橋は前方にあることから、作業面積は広く取られた。長さ95mの解剖甲板は、一度に4頭の鯨を解体できる能力を有した。船内には、鯨油精製のための圧力ボイラーや肝油や肉粉などの製造プラントを有し、1万9,150tの鯨油を積載可能だった。船尾にはスリップウェイがあり、船体の前部と中央にある40tの牽引能力があるウインチで捕獲した鯨を解剖甲板に引き揚げた。
バリーナの就役で、イギリスの脂肪と畜肉不足が鯨油と鯨肉で緩和されることが期待された。食糧省（現・環境・食糧・農村地域省）などイギリス政府の専門家もバリーナに乗船し、船内に設けられた研究室で鯨肉の処理方法を研究することができた。
氷山を回避するために新造時からレーダーを搭載したほか、マストには見張り台があった。さらに、イギリス海軍で運用されていたスーパーマリン ウォーラス飛行艇を3機搭載した。飛行艇のために、バリーナの船尾に格納庫とカタパルト、回収用のクレーンが設置された。飛行艇は上空から鯨を捜索し、無線でキャッチャーボートに伝えることができた。
船団はバリーナと11-14隻のキャッチャーボート、複数隻の冷凍船で構成され、初の操業となる1946年から1947年の南氷洋捕鯨では、19万2,000バレルの鯨油を生産した。最初の航海の後、航空偵察は不要と判断されたため飛行艇の格納庫など船尾の航空設備は撤去され、居住区が増設された。
1948年から1949年の南氷洋捕鯨では、移動しながら操業する日本の捕鯨船団に対し、バリーナの船団は1ヶ所に留まって鯨類を捕獲し、1船団で日本の2船団を超えるシロナガスクジラ換算（BWU）1,758頭を捕獲した。
1953年から1954年の南氷洋捕鯨では、各国の捕鯨船団で捕獲量1位となるBWU1,230頭を捕獲した。
1958年のIWC総会の後、ソビエト連邦（ソ連）に対しBWU総捕獲量の20%がソ連に割り当てられ、残りの80%をノルウェー・イギリス・オランダ・日本で分配する事と、4ヶ国間での捕鯨船団の譲渡を認め、捕獲枠も船団の購入国に移すことが決められた。1959年11月の国際捕鯨会議で総捕獲頭数BWU1万5,000頭の国別配分が紛糾したため、1959年から1960年の南氷洋捕鯨は、国際捕鯨条約から脱退したノルウェーとオランダ以外の各国が自主的に捕獲枠を宣言して操業した。イギリスはBWU2,500頭の捕獲枠を宣言し、捕獲実績は若干超過したが、需要の減少でバリーナ船団の鯨油生産量は最初の航海の半分以下の8万バレルまで減少していた。
その頃、日本の極洋捕鯨は極洋丸と第二極洋丸の2船団で捕鯨を操業していたが、極洋丸は北洋海域（太平洋最北部・オホーツク海・ベーリング海）の北洋捕鯨専門のため、南氷洋で捕鯨を行うのは第二極洋丸の1船団のみだった。競合する大洋漁業（現・マルハニチロ）や日本水産（現・ニッスイ）が2-3船団で南氷洋捕鯨を操業することから、極洋捕鯨は複数の南氷洋捕鯨船団の構想を有していた。1960年（昭和35年）8月3日、極洋捕鯨はバリーナと冷凍船エンダービー（Enderby）、キャッチャーボート（捕鯨船）セッター（Setter）7隻からなる船団と、南氷洋の漁業権を合計30億円で購入した。

## 第三極洋丸

### 極洋捕鯨への譲渡

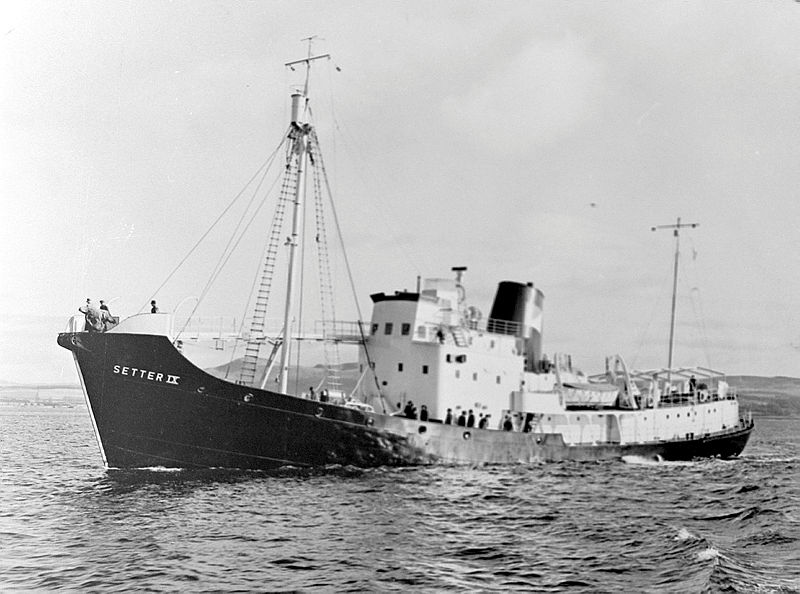
バリーナ船団のキャッチャーボートだったセッターIX（1950年代）
極洋捕鯨が購入後、第十七京丸に改名された。船団で唯一のディーゼルエンジン搭載キャッチャーボートで当時の日本でも数少ない、可変ピッチプロペラを搭載した漁船だった。1966年（昭和41年）から始まったニューファンドランド島（カナダ）での沿岸捕鯨でスクリューとエンジンヘッドを破損し、同年廃船となった。

1960年（昭和35年）8月10日、第三極洋丸はハンブルグで入渠し船底の検査を行い、8月15日に極洋捕鯨に引き渡され、第三極洋丸と改名された。備品目録が完備されていた第二極洋丸と異なり、第三極洋丸は備品目録が無い上に肉エキスや肉粉、肝油などの製造設備が新旧入り混じった状態で複雑に配置されていたため、乗組員は一から船内の設備を把握しなければならなかった。キャッチャーボートは極洋捕鯨の回航要員に引き渡されてケープタウンに回航され、修理班など約80人が漁具や機材と共に極星丸でケープタウンに向かった。キャッチャーボートのうち4隻は、不稼働船の状態でケープタウンで極洋捕鯨の乗組員に引き渡されたため、ボイラーは極星丸が蒸気を供給し復旧した。第三極洋丸と共に売却されたエンダービーは極嶺丸に、7隻のキャッチャーボートはディーゼルエンジンの1隻が第十七京丸、レシプロエンジン搭載の6隻が第二十-第二十三・第二十五-第二十六おおとり丸に改名された。

### 極洋捕鯨での操業
第三極洋丸の就役で、極洋捕鯨が戦前に創業して以来の悲願だった複数船団による南氷洋捕鯨が実現した。
1960年11月3日、第三極洋丸は冷凍工船の極嶺丸と極星丸、ケープタウンから直行する4隻を含むキャッチャーボート11隻を率いて、BWU880頭の捕獲枠を有する第15次南氷洋捕鯨のA級船団として出航した。第三極洋丸の船団は12月9日から操業を始め、1961年（昭和36年）3月26日までに、第二極洋丸の船団がBWU915頭を捕獲したのに次いで、BWU842.50頭を捕獲する好成績を収めた。
1961年から1962年（昭和37年）の第16次南氷洋捕鯨では、第三極洋丸はキャッチャーボート12隻、冷凍工船の極嶺丸と極星丸、タンカーの光栄丸、仲積船の第二千代田丸、調査船の第三千代田丸と第五千代田丸と共に11月4日に出航し、BWU973頭を捕獲。第二極洋丸の捕獲量（BWU830頭）を追い抜いた。
1965年（昭和40年）5月6日、国際捕鯨委員会（IWC）の会議で南氷洋捕鯨の捕獲枠が前年より1,000頭減少の4,500頭まで削減され、ザトウクジラ1年、シロナガスクジラ5年の禁漁が決まったことにより、第二極洋丸は南氷洋捕鯨から撤退し北洋捕鯨の捕鯨船団として運航されることとなった。10月22日、第20次南氷洋捕鯨は第三極洋丸のみの1船団が出航した。
1966年（昭和41年）の南氷洋捕獲枠は、7月1日のIWCの会議でさらに1,000頭減少の3,500頭となった。極洋捕鯨は船団の縮小を始め、11隻のキャッチャーボートや2隻のタンカーを売却した。第三極洋丸による第21次南氷洋捕鯨は、10月22日に出航した。
1967年（昭和42年）の南氷洋捕獲枠は、6月30日のIWCの会議でさらに300頭減少の3,200頭となり、9月2日の捕鯨関係国会議で日本の捕獲枠は1,493頭に決定した。第三極洋丸の船団による第22次南氷洋捕鯨は11月17日に出航した。

### 改装工事
1968年（昭和43年）10月、第三極洋丸は日立造船築港工場で工船としての改装工事に入った。リベット接合の旧船体を切断し溶接接合の船体を挿入して船体を20.117m延長し、深さ5.00mの深水槽を新設して冷蔵倉を増設した。鯨油の製造設備に日産250tのクッカーボイラー10基を搭載したほか、船体の延長部に急速冷凍室と急速冷凍準備室を新設し日本サブロー製のアンモニア吸収冷凍機を10基搭載した。この改装で冷凍能力を日産250t、冷凍貨物倉を6,270m3（4,500t）に増強した。さらに、主機をC重油専焼のディーゼルエンジン2基（4,400馬力）に換装した。スクリュープロペラや操舵機も換装し、主機用のボイラーも予備ボイラーを除き撤去した。また、すり身の製造設備と54人分の居住区、大発艇2隻を増設し、荷役設備も強化した。
改装工事は1969年（昭和44年）4月19日に完工し、第三極洋丸は冷凍工船やタンカーを1隻で兼用できる総合捕鯨母船となった。

### 改装工事後の操業
1968年から1969年の第23次南氷洋捕鯨は、改装中の第三極洋丸に代わり第二極洋丸の船団が従事したため、代わりに第三極洋丸の船団は第18次北洋捕鯨に従事することになった。1969年5月1日に第三極洋丸は横浜港を出航し、5月5日から東経漁場（アラスカ湾、コディアク島海域）でヒゲクジラの捕獲を始めた。例年より夏の到来が10-14日遅く、低気圧が例年と比べ大型で移動が速いことから、天気の移り変わりが早い中での操業となった。6月29日のIWCの会議で南氷洋捕獲枠が500頭減の2,700頭となったが、第三極洋丸は10月20日には第24次南氷洋捕鯨に出航した。極洋捕鯨がノルウェーのコスモス社から購入し、サンデフィヨルドから南極に直行した第二十七京丸（元・KOS55）も加わった。
1970年（昭和45年）6月29日のIWC会議は、南氷洋捕獲枠を昨年と同じ2,700頭に設定した。第三極洋丸は10月17日に第25次南氷洋捕鯨に出航した。

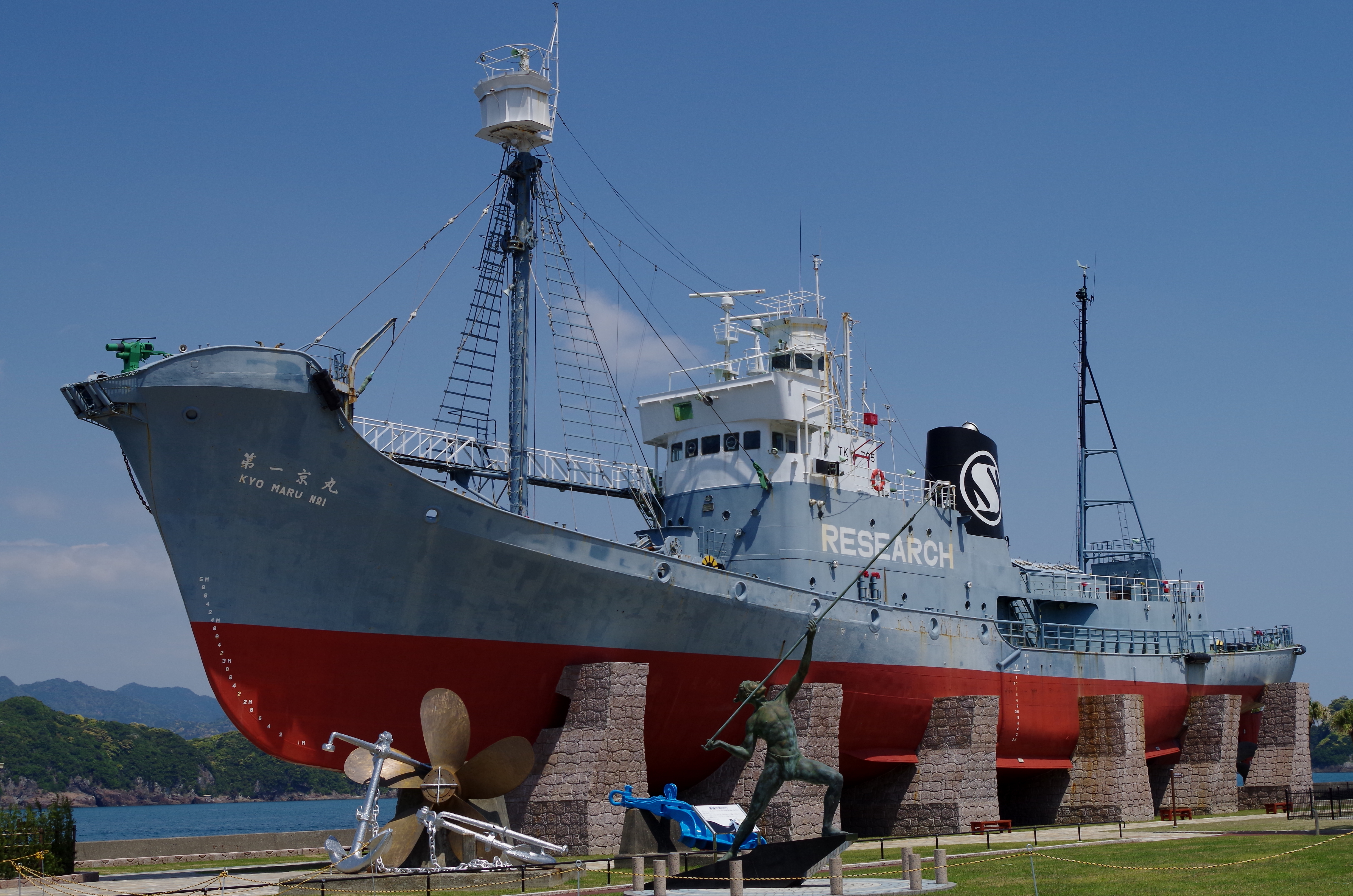
第三極洋丸船団のキャッチャーボートだった第一京丸。1971年10月に竣工した、船団で最新鋭のキャッチャーボートだった。日本共同捕鯨に移籍後、共同船舶でも調査捕鯨の目視調査船として運航され、商業捕鯨時代に建造されたキャッチャーボートで最後まで残った船となった。

1971年（昭和46年）は、1月1日をもって保有する極洋捕鯨が極洋に改称したほか、ノルウェーから購入した捕鯨母船コスモスIVを極星丸に改名し冷凍工船に改装し、捕鯨船団の母港を横浜港から千葉港に移設した。前年のIWC会議で捕鯨母船の北洋・南氷洋兼用が認められたため、第三極洋丸は第二極洋丸に代わって北洋捕鯨に投入されることになった。5月2日、第三極洋丸の船団は第20次北洋捕鯨に千葉港を出航し、5月7日から9月5日まで操業して9月10日に帰航した。親潮の影響かマッコウクジラがあまり発見できず、ナガスクジラ178頭、イワシクジラ974頭、マッコウクジラ773頭を捕獲し、ヒゲクジラの鯨油3,456t、冷凍・塩蔵鯨肉など1万1,904t、マッコウクジラの鯨油5,510t、冷凍・塩蔵鯨肉など2,775tを製造した。10月21日には、第26次南氷洋捕鯨に千葉港を出航した。
1972年（昭和47年）、第三極洋丸は第21次北洋捕鯨に千葉港を出航した。6月30日のIWC総会でBWUが廃止され、鯨の種類ごとの捕獲規制に移行した。10月18日には、第27次南氷洋捕鯨に千葉港を出航した。
1973年（昭和48年）、第三極洋丸は第22次北洋捕鯨に千葉港を出航した。第28次南氷洋捕鯨は極星丸が母船となり10月16日に出航し、第三極洋丸は日立造船築港工場で日産260tの冷凍能力向上工事を行った。工事は11月16日に完工し、第三極洋丸は南氷洋に出航、洋上で母船を極星丸から引き継いだ。
1974年（昭和49年）の第23次北洋捕鯨では、5月23日に千葉港を出航し、5月27日から8月30日の96日間操業した。悪天候が続き漁場の移動が早かったが、ナガスクジラ72頭、イワシクジラ467頭、ニタリクジラ156頭、マッコウクジラ雄456頭・雌145頭を捕獲し、鯨肉など1万4,760tを生産して、9月8日に千葉港に帰港した。
1975年（昭和50年）5月14日から9月14日の第24次北洋捕鯨と10月23日から1976年（昭和51年）5月2日の第30次南氷洋捕鯨が極洋捕鯨部として最後の捕鯨となった。第30次南氷洋捕鯨は、第一次石油危機後の物価高騰の中、極洋の捕鯨事業で最高額の53億円が投じられ、第三極洋丸だけで364人、6隻のキャッチャーボートと調査船兼運搬船の大凌丸と冷凍船兼油槽船の極星丸を含め、乗組員は計574名からなる船団だった。捕獲制限で歩留まりを改善するため、船団で消費する鯨肉にも制限が課せられたが、11月16日から始まったマッコウクジラ捕鯨は目標250頭に対し実績103頭、計画1,650tに対し実績1,523tと減少した。12月14日から始まったヒゲクジラ捕鯨は、イワシクジラ118頭を達成したが、計画1,806tに対し実績1,584tという大幅減となった。しかし、ナガスクジラは僚船の大凌丸が大群を発見したことから71頭の捕獲枠を達成。日本水産の第三日新丸船団が捕獲枠を消化できず、代わってナガスクジラ20頭、イワシクジラ26頭を追加で捕獲した。1976年4月2日までに第三極洋丸の船団は、ナガスクジラ91頭、イワシクジラ364頭、ミンククジラ905頭、マッコウクジラ290頭を捕獲し、計画を951t越える1万5,110tを生産。53億円の経費は58億円まで膨れたが、売上高は60億円に達し、極洋捕鯨部最後の捕鯨は2億円の増収益で成功を収めた。第三極洋丸の船団は、船内の機材を解体しながら帰国の途に就き、東回りで地球を一周して5月2日に帰航した。
帰航後の1976年6月1日、極洋の捕鯨事業は日本共同捕鯨に譲渡され、第三極洋丸の船団も移籍。7月1日に極洋捕鯨部は廃止された。

### 日本共同捕鯨
日本共同捕鯨では、第三極洋丸は北洋捕鯨専門の捕鯨母船として運航された。譲渡直前の1976年5月29日に、第三極洋丸はニタリクジラ578頭、マッコウクジラ雄1,048頭・雌449頭の捕獲枠で第25次北洋捕鯨に出航した。
1977年（昭和52年）4月30日、ニタリクジラ424頭、マッコウクジラ雄909頭・雌390頭の捕獲枠で第25次北洋捕鯨に出航したのが、第三極洋丸の最後の航海となった。1978年（昭和53年）2月、第三極洋丸は第二図南丸、第十京丸と共に引退し廃船された。第三極洋丸と第二図南丸の引退で、日本の捕鯨母船は第三日新丸の1隻のみとなり、1987年の商業捕鯨モラトリアムまで続いた。